# 31 Leonis
31 Leonis, som är stjärnans Flamsteed-beteckning, är en dubbelstjärna, belägen i den södra delen av stjärnbilden Lejonet. Den har en kombinerad skenbar magnitud av ca 4,39 och är svagt synlig för blotta ögat där ljusföroreningar ej förekommer. Baserat på parallaxmätning inom Hipparcosuppdraget på ca 20,4 mas, beräknas den befinna sig på ett avstånd på ca 160 ljusår (ca 49 parsek) från solen. Den rör sig bort från solen med en heliocentrisk radialhastighet på ca 40 km/s.

## Egenskaper
Primärstjärnan 31 Leonis A är en orange till röd jättestjärna av spektralklass K3.5 IIIb Fe-1:, där suffixnoten anger att den har ett underskott av järn i dess spektrum. Den har en radie som är ca 30 solradier och utsänder från dess fotosfär ca 227 gånger mera energi än solen vid en effektiv temperatur av ca 4 100 K.
Följeslagaren, 31 Leonis A, är en stjärna av magnitud 13,6 och hade en vinkelseparation från primärstjärnan av 7,9 bågsekunder år 2008.